# Torrecilla de los Ángeles
Torrecilla de los Ángeles ist eine Gemeinde (municipio) mit 640 Einwohnern (Stand: 2024) im äußersten Nordwesten der Provinz Cáceres in der Autonomen Region Extremadura im Westen Spaniens. 

## Lage
Torrecilla de los Ángeles liegt etwa 88 Kilometer (Fahrtstrecke) nördlich der Provinzhauptstadt Cáceres in einer Höhe von ca. 650 m. Das Klima ist gemäßigt bis warm; Regen (864 mm/Jahr) fällt hauptsächlich im Winterhalbjahr.

## Bevölkerungsentwicklung
| Jahr      | 1970 | 1981 | 1991 | 2001 | 2011 | 2021 |
| Einwohner | 843  | 742  | 717  | 764  | 663  | 636  |

Der deutliche Bevölkerungsrückgang seit den 1950er Jahren ist im Wesentlichen auf die Mechanisierung der Landwirtschaft sowie die Aufgabe bäuerlicher Kleinbetriebe („Höfesterben“) und den damit einhergehenden Verlust von Arbeitsplätzen zurückzuführen.

## Sehenswürdigkeiten
- Kirche Mariä Himmelfahrt

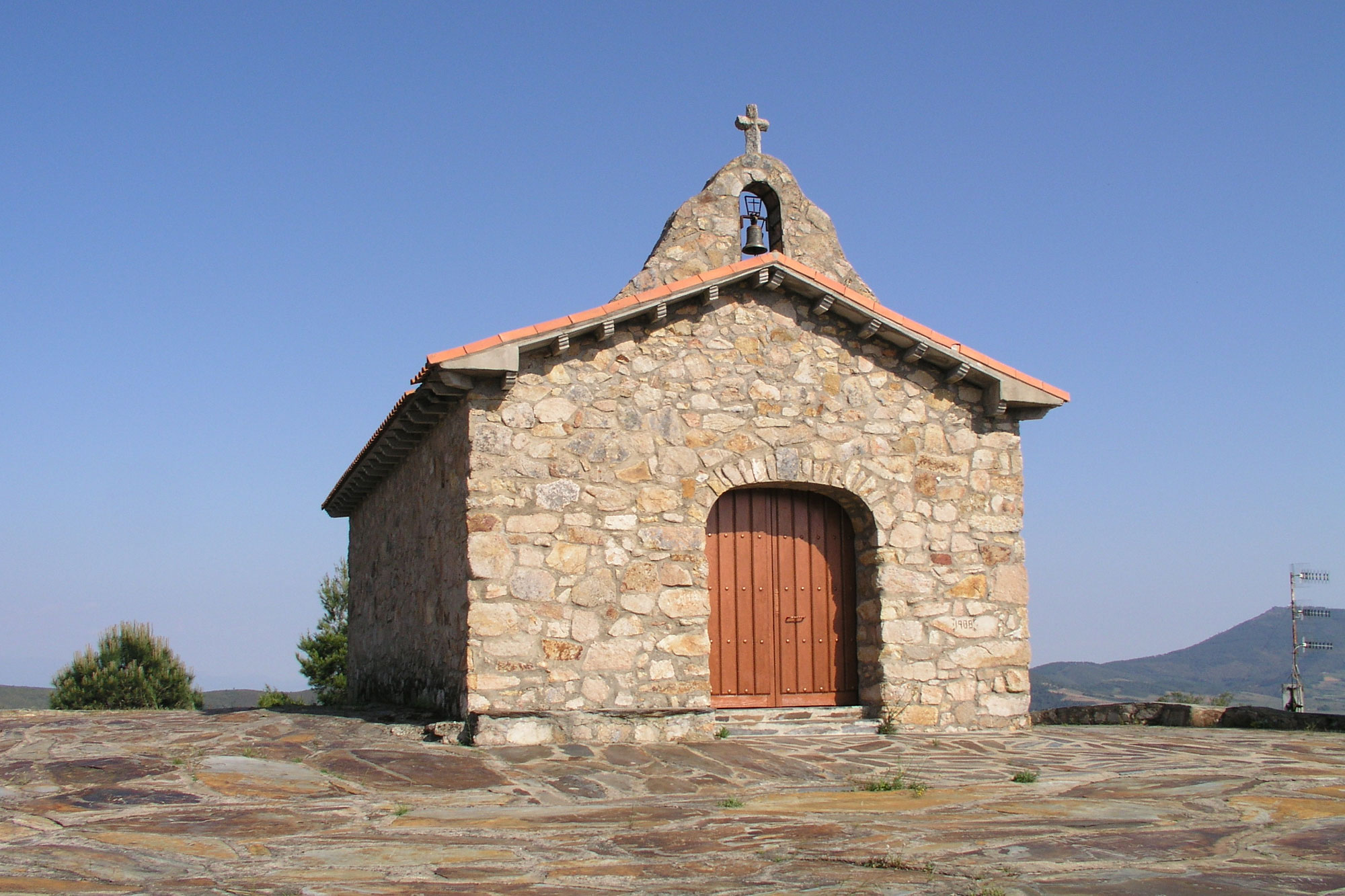
Kapelle

- Kapelle